# Sarax davidovi
Sarax davidovi är en spindeldjursart som beskrevs av Fage 1946. Sarax davidovi ingår i släktet Sarax och familjen Charinidae. Inga underarter finns listade i Catalogue of Life.